# Kapelle Kehlen

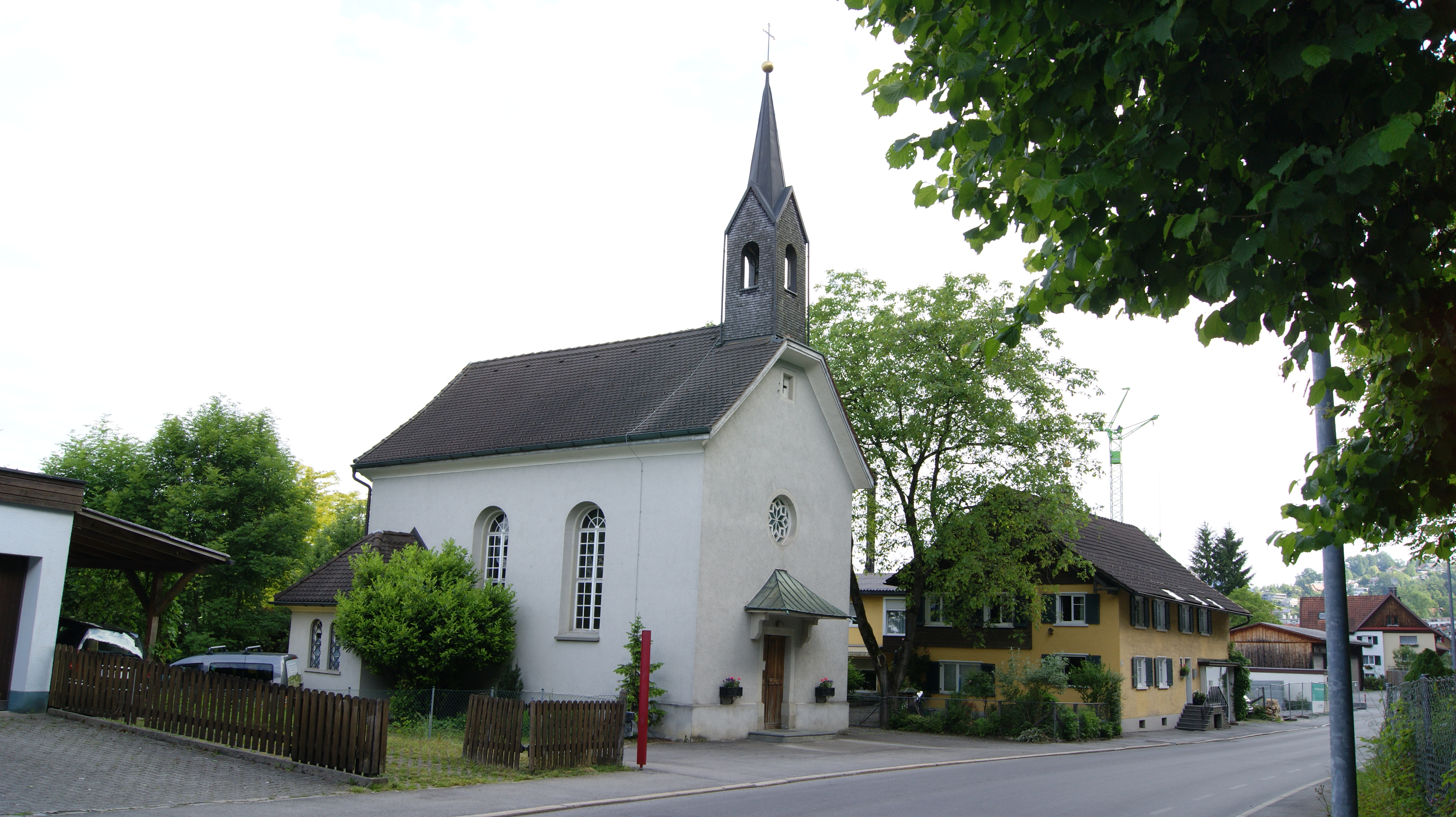
Kapelle zur Hl Dreifaltigkeit und 14 Nothelfer in Dornbirn

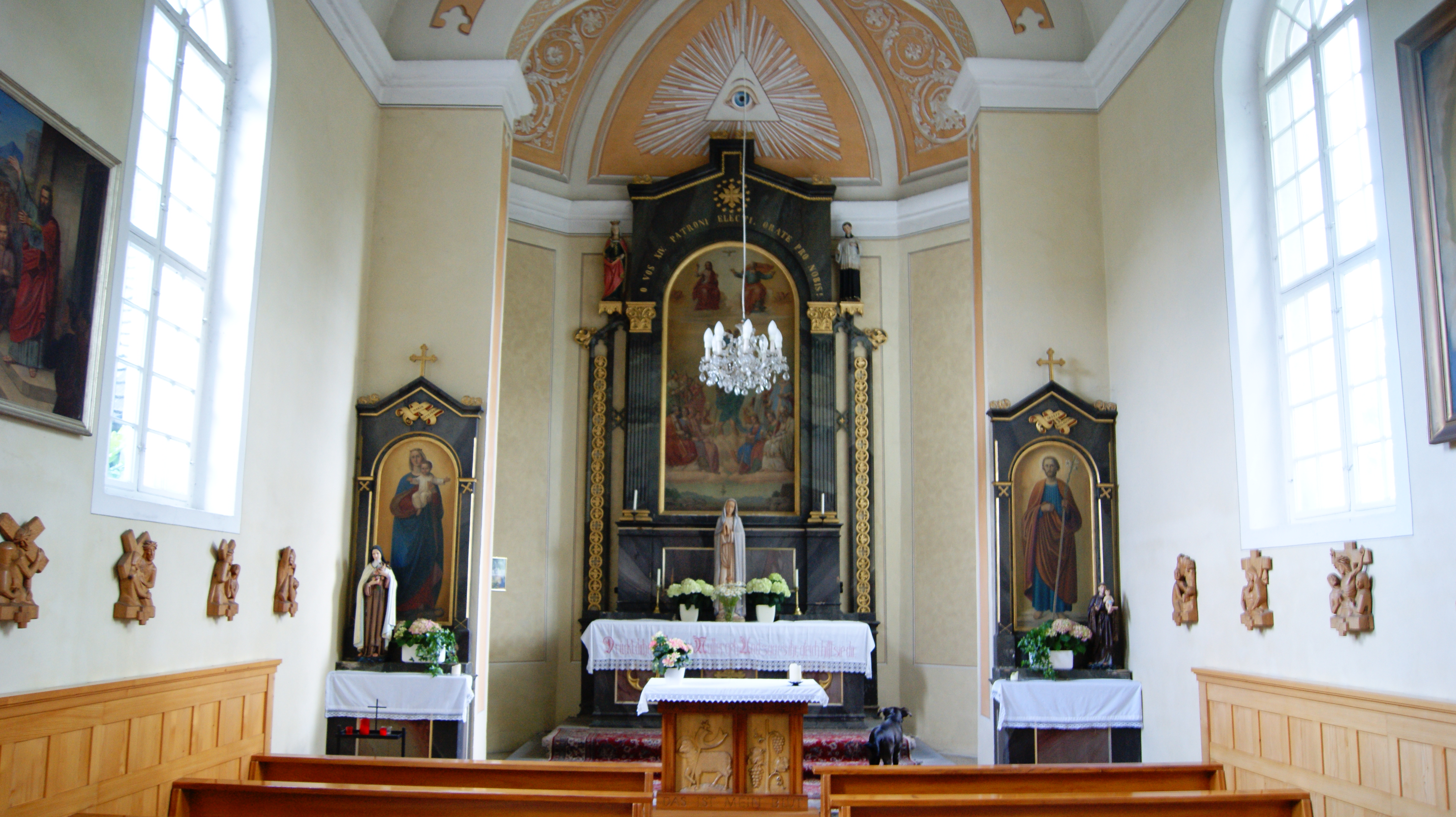
Innenraum der Kapelle Kehlen

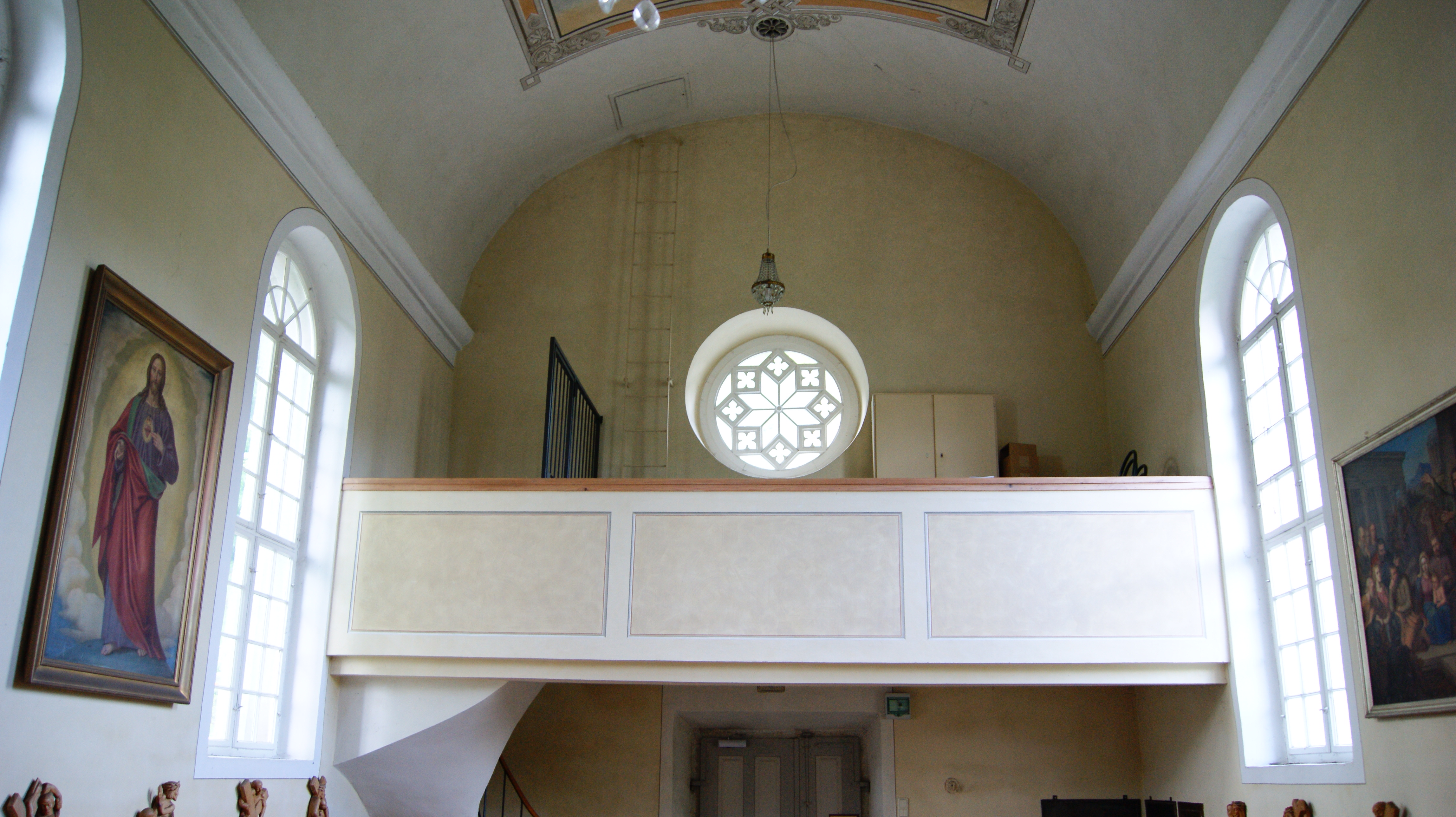
Empore und Rundfenster über dem Eingang

Die römisch-katholische Kapelle zur Hl. Dreifaltigkeit und 14 Nothelfer (auch Kapelle Kehlen, 434 m ü. A.) steht im Ortsteil Kehlen der Gemeinde Dornbirn im Bezirk Dornbirn in Vorarlberg. Sie ist der Dreifaltigkeit und den Vierzehn Nothelfern geweiht und gehört zur Stadtpfarrkirche St. Martin und damit zum Dekanat Dornbirn in der Diözese Feldkirch. Das Bauwerk aus dem Jahr 1867 steht unter Denkmalschutz.
Schräg gegenüber der Kapelle liegt der Russenbrunnen (auch Franzosenbrunnen oder Kehler Brunnen).

## Geschichte
Vor der heutigen Kapelle bestand hier vermutlich ein sogenanntes Bild (Bildstock). Es wurde 1798/1799 eine kleine Kapelle mit etwa vier Bänken errichtet. 1867 folgte dann der heutige Bau. Gemäß der Inschrift auf dem Altarblatt wurde die Kapelle vom Dornbirner Bürger und bekannten Weinhändler Matthäus Thurnher (* 28. August 1792; † 11. April 1878; siehe: Johannes Thurnher) gestiftet und im Zeitraum 1867 bis 1869 gebaut.
Obwohl die Kapelle bereits seit 1869 in Verwendung stand, wurde erst am 5. September 1922 das erste Kapellenfest gefeiert. Dies war auch nur möglich, nachdem der Obmann des Kapellenausschusses (vorher schon zweimal vergeblich) beim Stadtpfarrer um Verleihung der Messlizenz angesucht hatte. Als Grund für die vorherige Ablehnung hatte der Pfarrer angegeben, dass er eine zusätzliche Belastung der Seelsorgegeistlichkeit, die in St. Martin aus drei Priestern bestand, befürchte.
Eine elektrische Beleuchtung wurde 1931 installiert. Renovierungen erfolgten 1907, 1936 und 1962.

## Architektur

### Außenbeschreibung

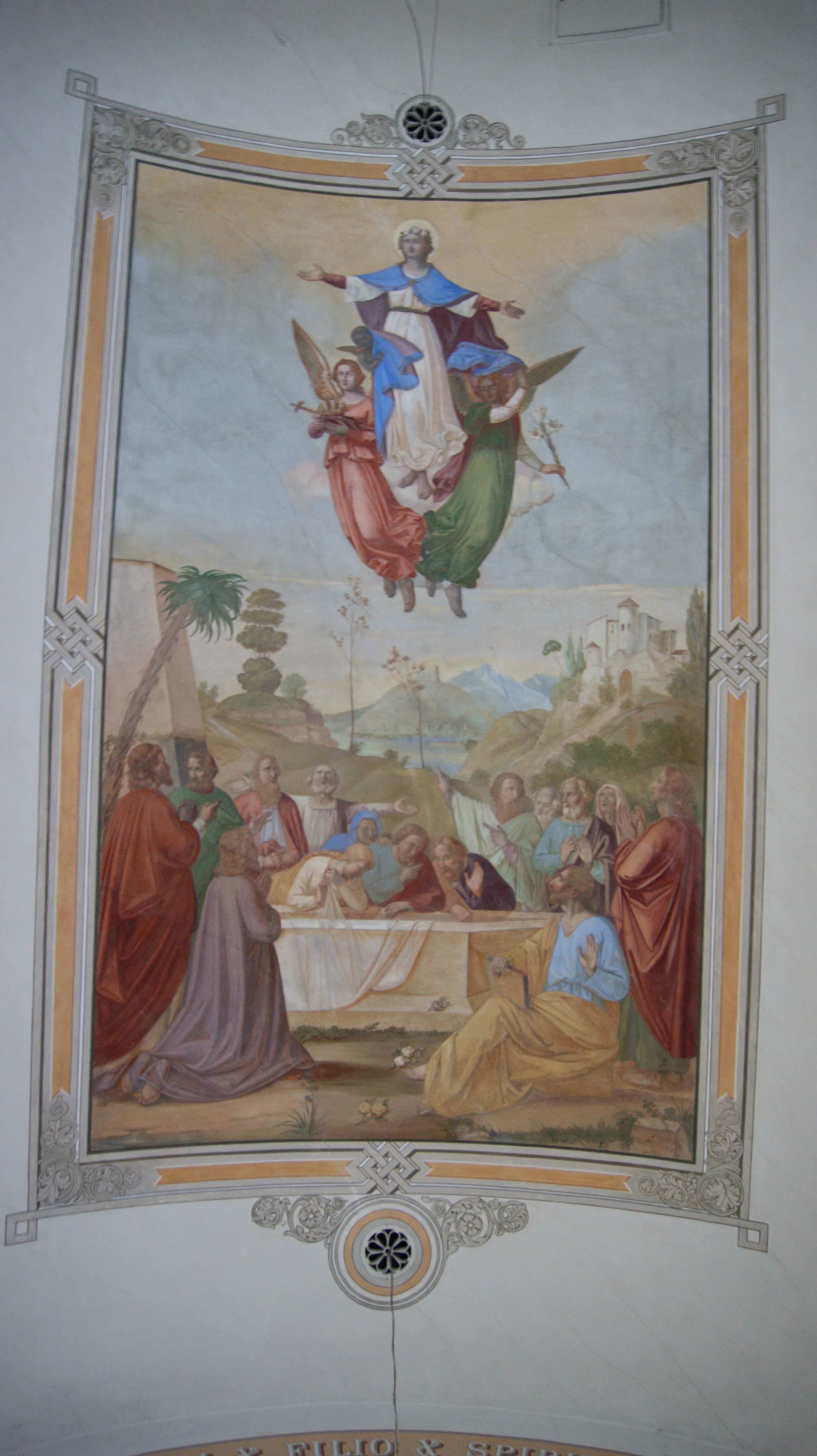
Deckenfresko Himmelfahrt Marias.

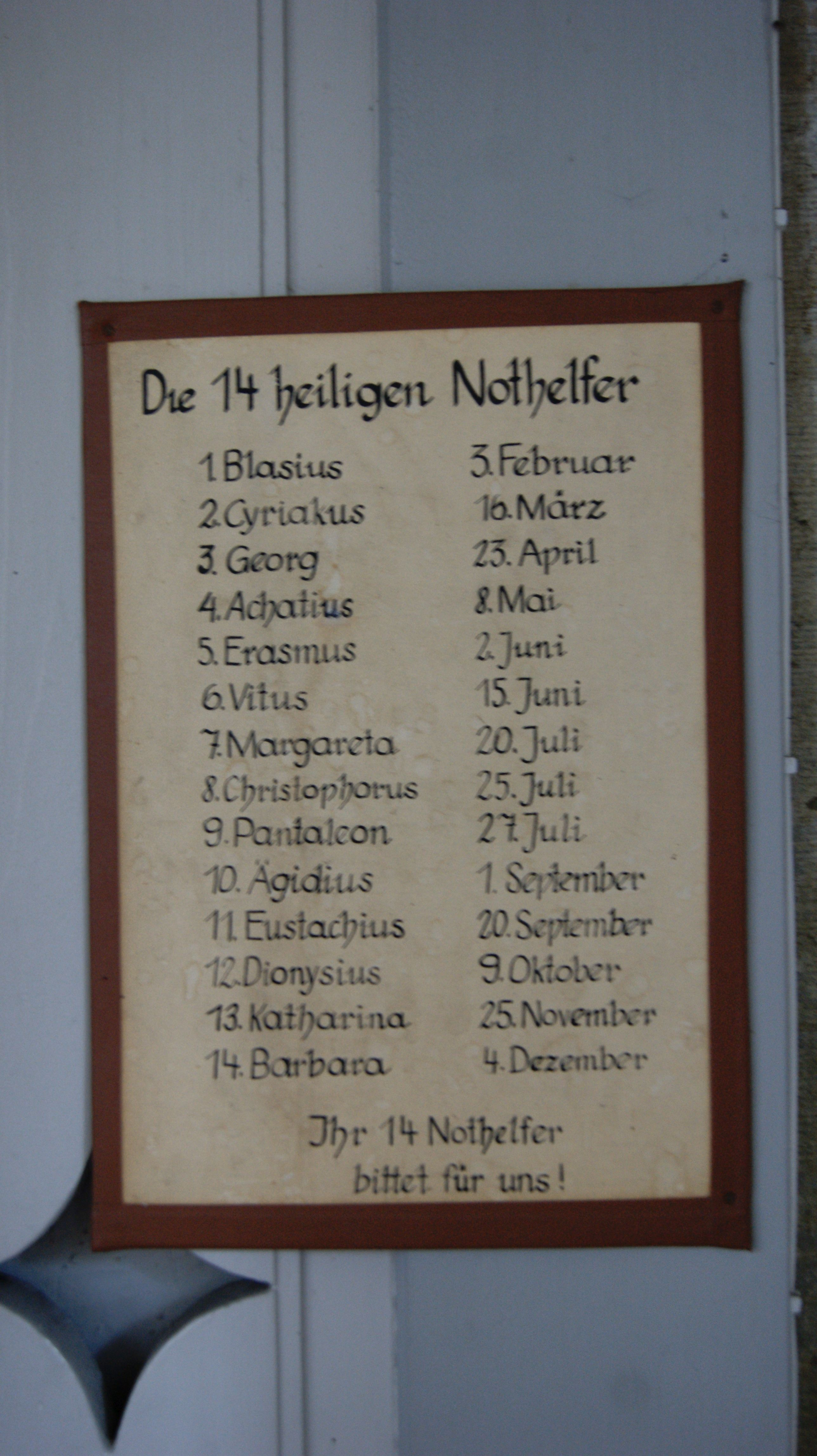
Liste der Vierzehn Nothelfer samt deren Gedenktage.

Es handelt sich um einen Bau mit rechteckiger Grundform und Südost/Nordwest-Ausrichtung. Nordwestlich (Altar) sind die Außenwände abgerundet (5⁄8-Schluss). Die einfache Holztüre und der geschindelte Glockendachreiter auf dem Satteldach mit rechteckigem Giebelspitzhelm befinden sich südöstlich. Auf der linken Seite (südwestlich) befindet sich eine angebaute Sakristei mit Walmdach. In der Fassade über dem Eingang befindet sich ein Kreisfenster.

### Innenbeschreibung
Der Betraum ist mit je zwei Rundbogenfenstern ausgestattet und hat ein leicht angedeutetes Tonnengewölbe sowie eine eingezogene Chorwand. Die Kapelle hat 16 Bänke, auf denen etwa 80 Gläubige Platz finden. Die Kapelle ist damit eine der größten dieser Art in Dornbirn.

## Ausstattung
Die Kapelle ist innen einfach gestaltet und wird von den beiden Seitenaltären sowie dem Hochaltar dominiert. Das Altarblatt des Hochaltars wurde vom Dornbirner Maler und Künstler Johann Kaspar Rick (1808–1888) gefertigt. Bei der Renovierung 1936 wurden das Altarbild und das Deckengemälde vom akademischen Maler Julius Wehinger ausgebessert.
Das Altarbild stellt die Vierzehn Nothelfer dar, in der Mitte stehend den hl. Christophorus. Die übrigen Heiligen sind seitlich in zwei Gruppen sitzend angeordnet. Auf der linken Seite des Altars ist eine Statue der hl. Elisabeth und rechts des hl. Aloisius angebracht. Der linke Seitenaltar (Marienaltar) zeigt Maria mit dem Kind. Der rechte Seitenaltar ist dem hl. Joseph gewidmet. Auch diese Bilder sollen von Johann Kaspar Rick stammen, wie auch das Deckengemälde (Himmelfahrt Marias) sowie ein weiteres Bild, auf welchem der in Athen predigende Apostel Paulus dargestellt ist.
An der rechten Längswand befindet sich ein sogenanntes Herz-Jesu-Bild, welches die Inschrift: „Hoc M. Com. vom Breda don.ad.major.Dei glor. et SS. cordis Jes. an. MDCCCLXVIII, sign. C.Jele 1868“ trägt.
Das "Auge Gottes" und zwei Engeldarstellungen beiderseits des Hochaltars und das Bildnis der hl. Cäcilia stammen von Julius Wehinger.
Die ersten zwei Kriegergedenktafeln für die Opfer des Ersten Weltkriegs, die in der Parzelle Kehlen gewohnt haben, wurden 1936 angebracht. Im Jahr 1962 folgten zwei Gedenktafeln für die Opfer des Zweiten Weltkriegs. Ein elektrisches Läutewerk wurde 1966 installiert.
1970 wurden die plastischen Kreuzwegstationen des Bildhauers Karl Summer aus Fraxern angebracht.